# Діелектрична сприйнятливість
Діелектрична сприйнятливість — фізична величина, що характеризує властивість речовини поляризуватись, тобто змінювати свою поляризацію {\displaystyle P} під дією електричного поля 
{\displaystyle \varkappa ={\frac {d\mathbf {P} }{d\mathbf {E} }}}
Для анізотропного середовища {\displaystyle \varkappa _{ij}} — тензор. Діелектрична сприйнятливість пов'язана з діелектричною проникністю:
{\displaystyle \varepsilon =1+4\pi \varkappa } (СГС) або {\displaystyle \varepsilon =1+\varkappa }  (ISQ).
Тому діелектрична сприйнятливість має ті ж самі властивості (залежність від різних параметрів середовища і зовнішніх умов), що і діелектрична проникність. В Міжнародній системі величин (ISQ) діелектрична сприйнятливість — безрозмірнісна величина. У діелектриків вона, як правило, додатня, для вакууму {\displaystyle \varkappa =0.}